# مارتن باکن
 مارتن باکن (انگلیسی: Martin Buchan؛ زادهٔ ۶ مارس ۱۹۴۹) یک بازیکن فوتبال است.